# Robert Dussart

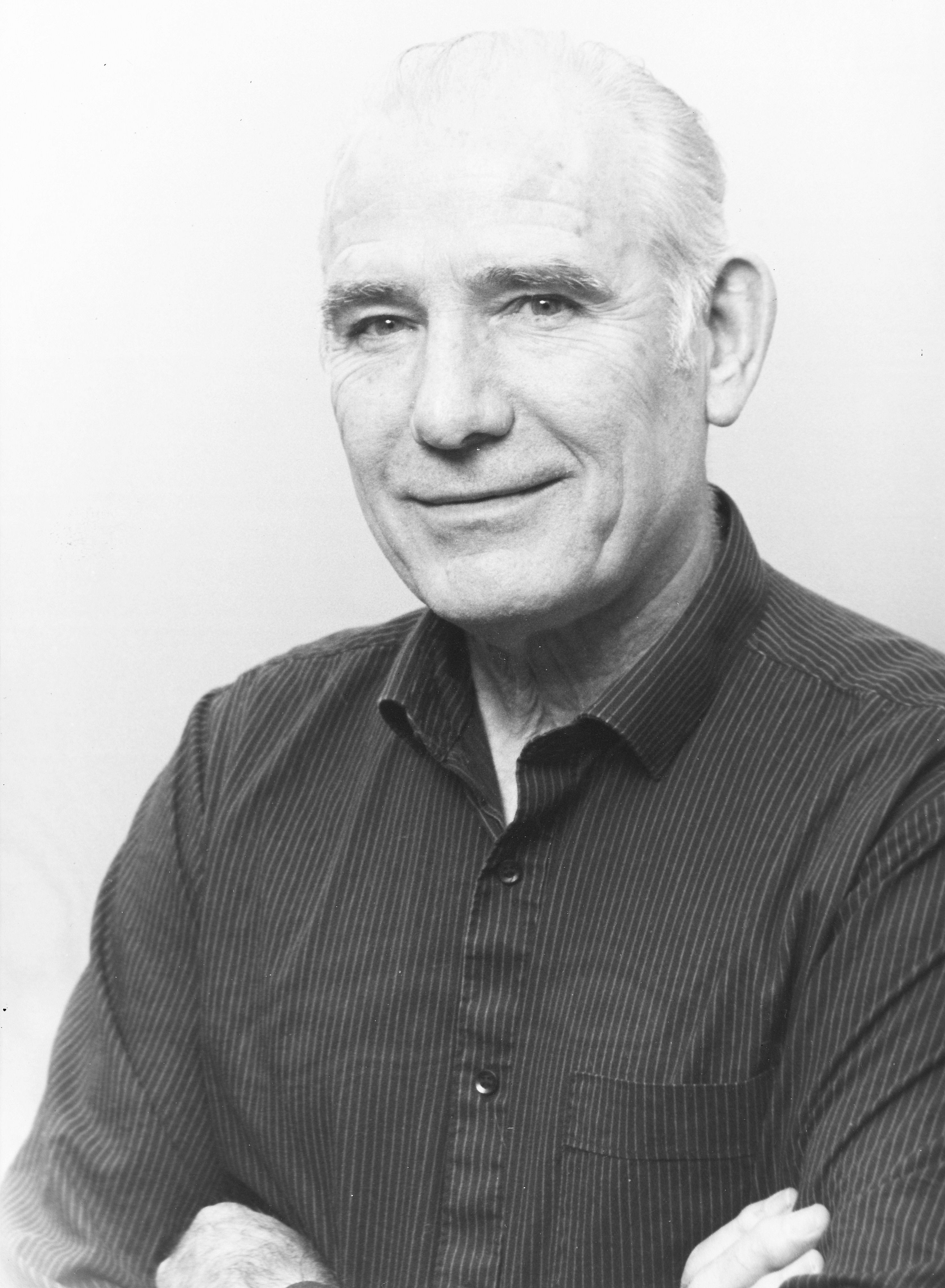
Robert Dussart in 1985

Robert Dussart (Marchienne-au-Pont, 25 november 1921 - Charleroi, 16 juli 2011) was een Belgisch senator.

## Levensloop
Dussart groeide op in een arbeiderswijk in Dampremy als zoon van mijnwerkers. Zijn ouders waren frequente bezoekers van het Volkshuis in de gemeente en zijn vader was aangesloten bij de socialistische POB, tot hij in 1934 uit de partij werd gezet omdat hij militeerde voor de communistische vakbond Chevaliers du travail en twee jaar eerder actief had deelgenomen aan de grote mijnwerkersstaking in de Borinage, die de POB had verworpen.
Op zijn veertiende stopte Dussart met school. Na twee kleine baantjes te hebben uitgeoefend, trad hij in 1936 in dienst als loopjongen bij ACEC in Charleroi, het vlaggenschip van de Belgische elektromechanische industrie. Tezelfdertijd volgde hij avondonderwijs aan de Université du Travail in Charleroi, waar hij in 1938 het diploma van traceur behaalde. Dussart was in die tijd aangesloten bij de socialistische Centrale der Metaalbewerkers van België, maar speelde slechts een bescheiden rol in deze vakbond en legde zich veeleer toe op wielrennen.
Na de Duitse inval in België in mei 1940 verhuisde ACEC haar activiteiten naar Zuid-Frankrijk en vestigde Dussart er zich enkele maanden. Na de Franse capitulatie nam hij zijn functies in Charleroi terug op. In februari 1943 nam hij deel aan een spontane staking tegen de verplichte tewerkstelling in Duitsland, die ACEC lamlegde. Als tegenreactie werd Dussart dezelfde maand nog gedeporteerd naar Leipzig, waar hij tot mei 1945 als metaalbouwer in een atelier van de Duitse spoorwegen werd ingezet. Na het einde van de Tweede Wereldoorlog keerde hij terug naar België en nam hij zijn functies bij ACEC opnieuw op. Drie maanden later moest hij zijn militaire dienstplicht vervullen in het Rijnland, om daarna in september 1946 terug te gaan naar de fabriek. Nadien begon hij zich meer en meer te engageren in de syndicale beweging en was tezelfdertijd op vrijwillige basis actief als secretaris van het Volkshuis in Dampremy, dat eind jaren 1940 in communistische handen kwam. 
In april 1951 trad Dussart formeel toe tot de communistische PCB, die sterk aanwezig was in ACEC en er over een fabriekscel beschikte. Enkele maanden later werd hij plaatsvervangend syndicaal gedelegeerde van de Centrale der Metaalbewerkers binnen de FGTB. In 1954 liet hij zich opmerken tijdens een hevige staking binnen ACEC, die was uitgebroken als protest tegen de verlaging van een toegekende premie voor werknemers in de fabriek. De volgende jaren groeide zijn invloed gestaag en tegen 1960 was hij uitgegroeid tot onbetwist boegbeeld van de syndicale delegatie van de Centrale der Metaalbewerkers en de communistische fabriekscel binnen de ACEC. Als vertegenwoordiger van de metaalarbeiders in de streek van Charleroi werd hij in april 1960 eveneens verkozen in het Centraal Comité van de PCB, waarin hij bleef zetelen tot in 1989.
Dussart maakte vooral naam tijdens de algemene stakingen tegen de Eenheidswet in de winter van 1960-1961. In de streek van Charleroi lag aan de basis van deze stakingen. Terwijl de nationale leiding van de FGTB aarzelde om de algemene staking uit te roepen, besliste de PCB om in december 1960 een staking bij de openbare diensten te ondersteunen, door alle privébedrijven te blokkeren waar de partij sterk uitgebouwde afdelingen had, met name de metaalindustrie in het arrondissement Luik, de Haven van Antwerpen en ACEC in Charleroi. De cellen stortten samen met de vakbondscentrale CGSP het land in een stakingsgolf en dwongen de leidinggevende structuren van de vakbonden om hen te volgen. De stakingen in ACEC waren de katalysator voor een stakingsgolf in het industriële bekken van het Pays Noir. Dussart dreef dagelijks syndicale acties aan en ACEC was in januari 1961 een van de laatste bedrijven van het land die het werk terug opnamen.
Door de stakingen tegen de Eenheidswet was de populariteit van Dussart stevig gegroeid en werd hij aangesteld tot vicevoorzitter van de FGTB-delegatie binnen de ACEC. De directie van het bedrijf had het echter niet zo op Dussart begrepen, ontsloeg hem vanwege ordeverstoring en vernielingen aangebracht tijdens de stakingen en daagde hem voor de rechter. De kwestie zorgde voor heel wat ophef in het bedrijf en meer dan 1000 arbeiders legden het werk neer om Dussart te steunen. Toen hij enkele maanden later werd vrijgesproken door de rechtbank, kon Dussart opnieuw aan de slag gaan bij ACEC. Ondertussen steeg ook zijn ster binnen de PCB en werd hij een van leidinggevende figuren van de PCB-federatie in het arrondissement Charleroi. In nasleep van de stakingen tegen de Eenheidswet slaagde de partij erin om enigszins uit haar politieke isolement te raken, waar ook Dussart een rol  in speelde. Hij zocht namelijk toenadering tot radicale socialisten die actief waren binnen de Mouvement populaire wallon, een drukkingsgroep die ijverde voor federalistische structuurhervormingen en vooral pressie zette op de socialistische PSB, al werd hij zelf nooit lid van de MPW en liet hij zijn mening over het federalisme niet duidelijk blijken. Anderzijds kwam Dussart in aanraking met christelijke arbeiders, aangezien hij redacteur was van Travailleur, een blad dat er was gekomen op initiatief van de priester-arbeiders in Charleroi. Door zijn toegenomen prestige was hij vanaf 1964 niet meer weg te slaan van de kieslijsten van de PCB, echter zonder de ambitie om verkozen te geraken. In 1968 werd hij voorzitter van de FGTB-delegatie binnen de ACEC.
Drie jaar later, in 1971, werd Dussart lid van het Uitvoerend Comité van de Centrale der Metaalbewerkers in Charleroi. Voorheen was dit niet mogelijk geweest, omdat Arthur Gailly als secretaris van deze vakcentrale zijn veto stelde tegen een benoeming van Dussart. Hetzelfde jaar werd hij verkozen in het Politiek Bureau van de PCB, waar hij bleef zetelen tot in 1988, en van 1971 tot 1974 was hij eveneens directeur van politieke partijkrant Le Drapeau Rouge. Ondanks zijn nationale verantwoordelijkheden in de PCB weigerde Dussart zich helemaal te identificeren met de leidinggevende organen van de partij en bleef hij aan de slag bij ACEC. Van 1975 tot 1977 leidde hij er met succes een eerste syndicale actie tegen een delokalisatie van ACEC, al slaagde hij niet in zijn doel om het bedrijf te nationaliseren.
In april 1977 werd Dussart rechtstreeks verkozen in de Belgische Senaat, als gekozene voor het arrondissement Charleroi-Thuin, en  oefende deze functie uit tot in november 1981. Door het toen bestaande dubbelmandaat zetelde Dussart van 1977 tot 1980 eveneens in de Cultuurraad voor de Franse Cultuurgemeenschap en van 1980 tot 1981 in de Waalse Gewestraad en de Raad van de Franse Gemeenschap. Ook nu weigerde hij zich volledig toe te leggen op de politiek en bleef Dussart aan de slag als arbeider en syndicaal gedelegeerde. In de Senaat verdedigde hij de belangen van de arbeiders en eiste hij een nationalisatie van de staalindustrie. In 1978 stelde hij zich tevens kandidaat voor het voorzitterschap van de  FGTB-afdeling van Charleroi, maar hij werd niet verkozen. Een jaar later leidde Dussart een wekenlange staking bij ACEC, om een 36-urige werkweek in de fabriek af te dwingen. De staking was een succes en de arbeiders slaagden erin om hun sociale eisen binnen te halen. Kort nadien begon het bergaf te gaan met het bedrijf, dat steeds meer verlies draaide. In 1989, drie jaar nadat Dussart op pensioen was gegaan, werd ACEC na een golf van massale ontslagen overgenomen en ontmanteld in acht zelfstandige concerns.
In 1986 werd Dussart verkozen tot voorzitter van de Franstalige vleugel van de PCB, die het jaar voordien uit het parlement was verdwenen. Dussart trachtte de verdeelde partij te hervormen, maar ondanks zijn toewijding lukte het hem niet om het tij te keren. Bij de parlementsverkiezingen van 1987 en de lokale verkiezingen van 1988 leed de partij opnieuw een nederlaag en bovendien liep het ledenaantal van de PCB sterk terug. Na de val van de Berlijnse muur in 1989 en de ineenstorting van de communistische regimes in Oost-Europa werd de existentiële crisis binnen de partij nog groter. Dussart, die na het uiteenvallen van de unitaire KPB-PCB in 1989 de eerste voorzitter van de Parti Communiste was geworden, ijverde er in 1990 voor om de partij te ontbinden, maar dit werd door de meerderheid van de overgebleven militanten verworpen en hij werd afgezet als voorzitter en lid van het Centraal Comité. Binnen de PC-federatie van het arrondissement Charleroi stond hij geïsoleerd, waardoor hij dan maar actief werd in de PCB-federatie van het arrondissement Hoei-Borgworm. In januari 1991 nam hij ontslag uit het Politiek Bureau van de PC en beëindigde zijn laatste politieke verantwoordelijkheden. In de jaren daarna distantieerde hij zich steeds verder van de Parti Communiste en uiteindelijk doorbrak hij alle banden met de partij. In 1995 riep hij op om voor Ecolo te stemmen en daarna sprak hij zijn steun uit voor de beweging Espace citoyen van de gewezen socialist Ernest Glinne, evenwel zonder er zich ten volle te engageren. Tezelfdertijd bleef hij solidair met de sociale strijd in de streek van Charleroi. Dussart overleed in juli 2011, kort voor zijn 90ste verjaardag.